# Северинсен, Док
Карл Хильдинг Северинсен (англ. Carl Hilding Severinsen; род. 7 июля 1927) — американский джазовый трубач, руководивший группой на Вечернем шоу Джонни Карсона.

## Биография
Северинсен родился в Арлингтоне, штат Орегон, в семье Минни Мэй (1897—1998) и Карла Северинсена (1898—1972). Его прозвали Док в честь его отца, единственного дантиста в Арлингтоне, который родился в Германии в семье отца-датчанина и матери-швейцарки. Отец Северинсена играл на скрипке и хотел, чтобы сын продолжил его дело, но Северинсен хотел играть на тромбоне. Поскольку его руки были недостаточно длинными для тромбона, а в маленьком музыкальном магазине в Арлингтоне их не было в наличии, он остановился на корнете. Сосед немного помог ему научиться играть, в то время как его отец с табаком во рту инструктировал его. Его мать пригрозила наказать его, если он не будет практиковаться.
Северинсен проявил талант к игре на инструменте и в возрасте семи лет играл в школьной группе. В 9 лет он выиграл конкурс трубачей штата, в 13 лет присоединился к оркестру All-Star, выступавшему во многих штатах, а в 14 лет проходил прослушивание у Томми Дорси, но его не взяли. Он основал квартет под названием The Blue Notes, который выступал на местных танцевальных мероприятиях.
Перед окончанием средней школы он был нанят для гастролей с оркестром Теда Фио Рито. После окончания университета он отправился в турне с Чарли Барнетом, Томми Дорси и Бенни Гудманом. Он служил в армии во время Второй мировой войны. Северинсен был участником группы Сэма Донахью в 1946—1951 годах. В 1946 году он играл на трубе на радиостанции KODL.

## Участие в шоу «The Tonight Show» и других телевизионных программах
В 1949 году Северинсен начал работать студийным музыкантом на телеканале NBC, где аккомпанировал Стиву Аллену, Эдди Фишеру, Дайне Шор и Кейт Смит. Он стал участником оригинального состава оркестра для шоу Tonight Starring Steve Allen, исполняя в том числе финальную музыкальную тему как солист. В 1957 году покинул программу вместе с Алленом.
В 1962 году Скич Хендерсон, руководитель оркестра The Tonight Show, пригласил его вернуться в качестве первой трубы для обновлённого шоу The Tonight Show Starring Johnny Carson. Пять лет спустя, после ухода Милтона Деллага, Северинсен возглавил оркестр.
Под его руководством оркестр шоу — официально именовавшийся NBC Orchestra — стал, возможно, самой известной биг-бэнд группой в США. Северинсен приобрёл широкую популярность как музыкальный руководитель, ежедневно появлявшийся в эфире. Он дирижировал оркестром во время рекламных пауз и представления гостей, а также вёл остроумные диалоги с ведущим Джонни Карсоном. Зрителям он запомнился яркими и эксцентричными нарядами, ставшими частью его сценического образа.
В рамках шоу был представлен комедийный сегмент Stump the Band, в котором зрители называли названия редких песен, а оркестр пытался их исполнить. Северинсен часто выкрикивал «в тональности ми!» — это был сигнал для оркестра начать вестерн-мелодию, после чего он с энтузиазмом исполнял шуточную песню в стиле кантри.
Иногда он подменял Эда Макмэхона в роли ведущего и помощника Карсона, особенно во время выпусков с приглашёнными ведущими, что становилось всё более частым явлением в последние годы шоу. Когда Северинсен исполнял обязанности ведущего или отсутствовал, дирижирование оркестром, как правило, переходило к Томми Ньюсому. Во время выпусков с гостевым ведущим Джейем Лено роль помощника не использовалась, а с окончательным приходом Лено на место Карсона была упразднена. Тем не менее, во время временного ведения шоу Лено Северинсен нередко представлял его и вёл оркестр, взаимодействуя с новым ведущим в привычной манере.
Северинсен оставался музыкальным руководителем до ухода Джонни Карсона в мае 1992 года. Позднее он, вместе с Томми Ньюсоном и Эдом Шонесси, появился в выпуске Late Show with David Letterman 31 января 2005 года, где исполнил «Here’s That Rainy Day» в память о Карсоне, скончавшемся 23 января того же года. В феврале 2015 года он также появился в The Tonight Show Starring Jimmy Fallon, когда программа временно переехала в Лос-Анджелес; Северинсен провёл вечер с группой The Roots, что также способствовало продвижению его гастрольного тура по США.
С 1970-х по 1990-е годы Северинсен регулярно появлялся в различных телешоу, среди которых Rowan & Martin’s Laugh-In, Бонанза, Женщина-бионник, Весёлая компания (Cheers) и Шоу Ларри Сандерса.

## Карьера
В 1949 году Северинсен получил работу студийного музыканта на NBC, где он аккомпанировал Стиву Аллену, Эдди Фишеру, Дине Шор и Кейт Смит, а также был участником оригинальной группы для «Tonight Starring Steve Allen» со Стивом Алленом в главной роли, и был солистом, игравшим заключительную тему. Он покинул шоу в 1957 году. Лидер группы The Tonight Show, Скитч Хендерсон, попросил его вернуться в качестве первого трубача в 1962 году в Вечернее шоу с Джонни Карсоном в главной роли, а пять лет спустя Северинсен возглавил группу.
В начале 1960-х Северинсен начал записывать альбомы биг-бэндов, затем к концу десятилетия перешел к инструментальной поп-музыке. В 1970-х годах он записал джаз-фанк, затем диско. В 1985 году он выпустил альбом с джаз-фьюжн-группой Xebron. В течение следующего года он записал The Tonight Show Band и получил премию Грэмми за лучшее выступление большого джазового ансамбля. После того, как Карсон ушёл на пенсию в 1992 году, он гастролировал с некоторыми участниками группы, включая Конте Кандоли, Снуки Янга, Билла Перкинса, Эрни Уоттса, Росса Томпкинса и Эда Шонесси.
Северинсен выступал с группами средней школы, в частности, в 1970-х годах с школьными группами Джона Херси Дона Каневы, которые записали четыре альбома.
Он исполнил Гимн США по крайней мере в трех национальных телепередачах; однако первые два исполнения были омрачены проблемами. Когда он аккомпанировал актёру Пэту О’Брайену, когда О’Брайен декламировал Национальный гимн на Четвёртом Суперкубке, система громкой связи на стадионе Тулейн на минуту отключилась, хотя зрители не знали об этом. Пятнадцать лет спустя, когда он снова исполнил гимн перед поединком Марвина Хаглера против Бой Томаса Хернса, гигантский флаг США на башне Фэнтези во дворце Цезаря, возвышающейся над открытым рингом, не был развернут должным образом из-за проблем с канатом. Он снова исполнил гимн, а также «O Canada» на Матче всех звёзд Высшей лиги бейсбола 1989 года в Анахайме, Калифорния. Поскольку матч транслировался на телерадиорынок Лос-Анджелеса, его сопровождала группа The Tonight Show. По состоянию на 2020 год исполнение Северинсена и оркестра NBC остаётся последним инструментальным исполнением национального гимна на Матче всех звёзд.
Северинсену приписывают соавторство с Маком Дэвисом в написании хита «Stop and smell the roses», хотя обе стороны согласны с тем, что Северинсен только придумал название.

## Дирижёрская и педагогическая деятельность

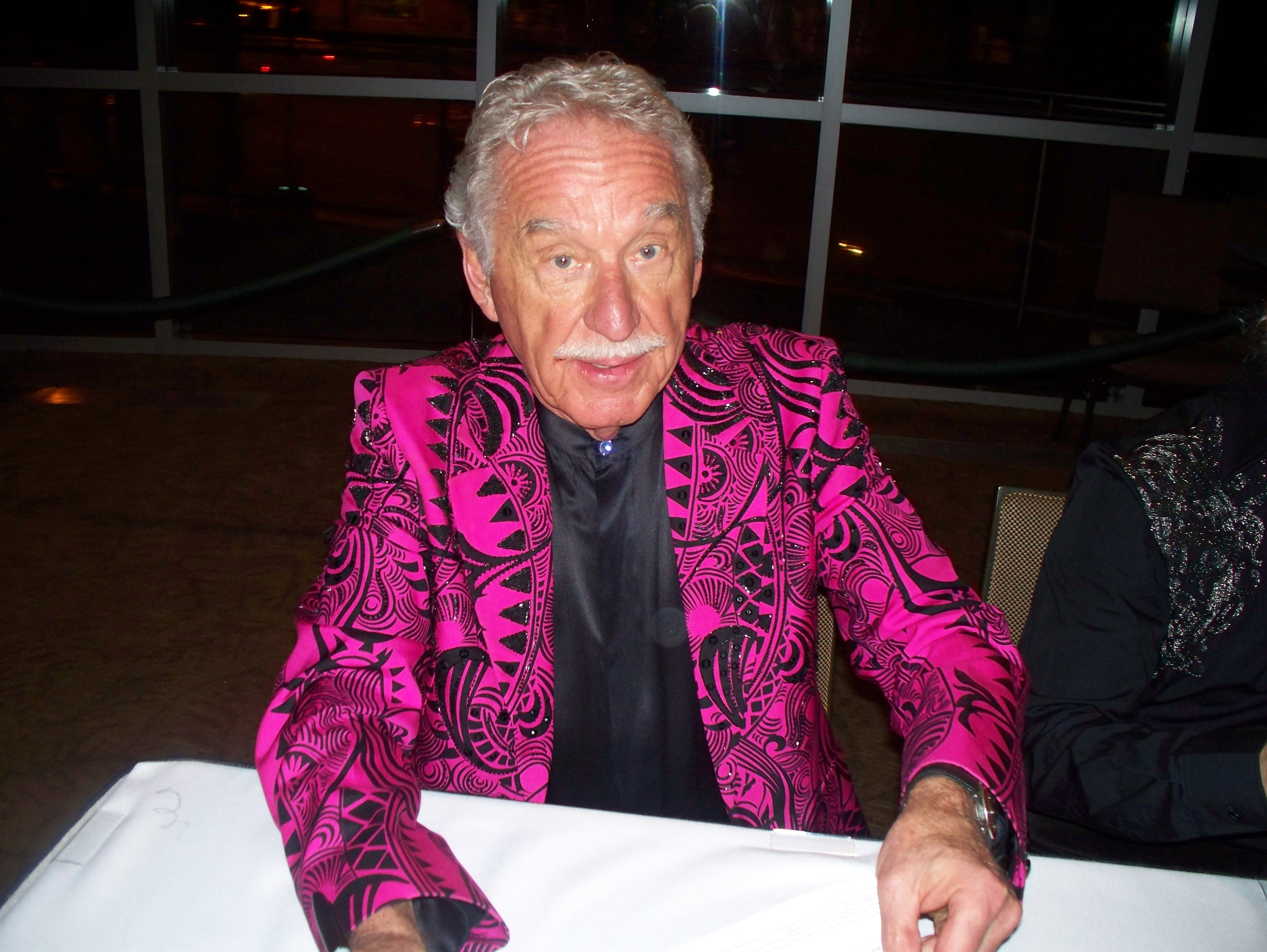
Северинсен в 2009 году

Во время работы в шоу «The Tonight Show», а также после его завершения, Северинсен занимал пост главного дирижёра развлекательных программ (Pops Conductor) в нескольких американских оркестрах. Его первая подобная должность была в Симфоническом оркестре Финикса в 1983 году. Впоследствии он занимал аналогичные позиции в Буффало-филармоническом оркестре, Симфоническом оркестре Милуоки и Оркестре Миннесоты.
В 2007 году он завершил карьеру дирижёра и получил почётные звания: Pops Conductor Emeritus в Милуоки и Pops Conductor Laureate в Миннесоте.
В 2001 и 2002 годах Северинсен был приглашённым профессором музыки и удостоен звания обладателя Кафедры наследия Кэтрин К. Хербергер для приглашённых артистов в Музыкальной школе Университета штата Аризона.
В 2014 году был включён в Зал славы скандинавско-американской общины.
Своё прощальное выступление Северинсен дал 1 сентября 2022 года в Саратога-Спрингс (штат Нью-Йорк), выступив с ансамблем San Miguel 5.

## Личная жизнь

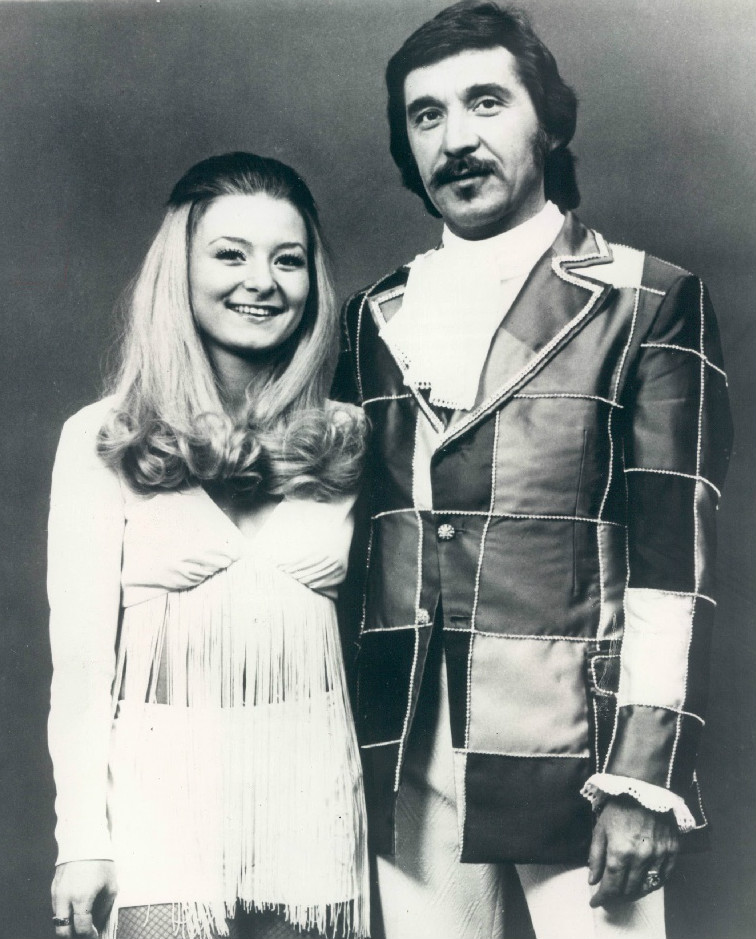
Северинсен с дочерью Нэнси, 1974 год. Нэнси была участницей вокальной группы Today’s Children, которая часто выступала вместе с ним.

Северинсен женился на Джейн Симпсон Фрейзер 23 июня 1949 года. У них было четверо детей. Они развелись. В следующий раз он женился на Эвонн Найман 7 августа 1964 года. У них был один ребёнок, и они развелись в 1976 году.
В 1980 году он женился на Эмили Маршалл, которая была телевизионным сценаристом и продюсером. Она сняла документальный фильм PBS о жизни Северинсена, премьера которого состоялась 2 апреля 2021 года. Они развелись в 2006 году.
Детей Северинсена зовут Нэнси, Синди, Аллен, Робин и Джуди. У него восемь внуков, в том числе Блэр и Грей Рейнхард, которые вместе пишут и исполняют музыку в различных группах. Цитировались слова Северинсена о том, что он был женат четыре раза.
Нынешний партнер Северинсена, Кэти Лич, является почетным профессором трубы в Университете Теннесси.